# Xi Ding

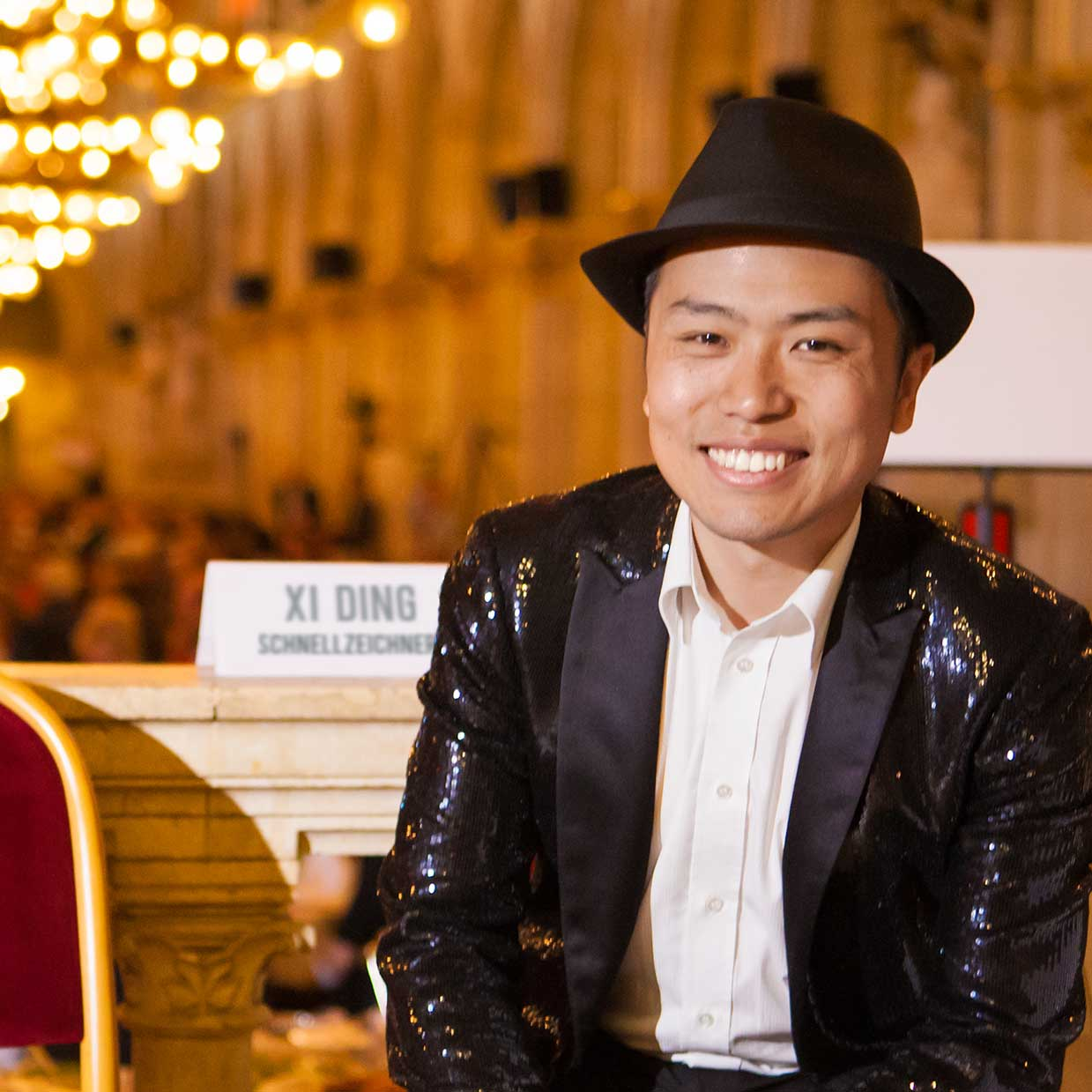
Xi Ding im Wiener Rathaus, 2017

Xi Ding (* 1981 in Schanghai, Volksrepublik China) ist ein österreichischer Schnellzeichner und Porträtkarikaturist.
2012 war er bei der österreichischen Talentshow Die große Chance als Schnellzeichner aufgetreten.
2015 wurde er als guest speaker auf dem internationalen Karikatur-Festival Eurocature eingeladen.
2017 hat er als Gewinner des Karikaturwettbewerbs, der vom österreichischen Magazin NEWS veranstaltet wurde, die neuen NEWS-Politiker-Spielkarten gestaltet.
Karikaturisten, die Xi Ding aufgrund ihrer künstlerischen Kreativität für Storytelling zum Vorbild hat, sind u. a. Gerhard Haderer aus Österreich und Sebastian Krüger aus Deutschland.

## Auszeichnungen
- Gewinner des NEWS-Politiker-Karikaturwettbewerbs 2017[5]
- 1. Platz für Best Digital Caricature (Bezeichnung: Best Digital Art) auf dem Eurocature 2017[6]
- 1. Platz für Best Exaggeration auf dem Eurocature 2015[7]
- 1. Platz für Best Studio Piece auf dem Eurocature 2015[7]
- 1. Platz für Best Digital Caricature (Bezeichnung: Best Digital Art) auf dem Eurocature 2015[7]
- 1. Platz für Best Studio Piece auf dem Eurocature 2014[8]
- 2. Platz für Best Digital Caricature (Bezeichnung: Best Digital Art) auf dem Eurocature 2014[8]
- Gewinner der Kategorie Best Character Design bei ACGA 2014[9]